# Peter-Paul Pigmans
Peter-Paul Pigmans (31. siječnja 1961. – 27. kolovoza 2003.) bio je utjecajni i najpoznatiji nizozemski producent gabber glazbe, bio je poznat i kao 3 Steps Ahead.
Pigmansova glazba se naširoko smatra jednim od najinovativnijih u gabber glazbi. Dok su mnogi producenti gabber glazbe koristili neizvježbanu snagu i malo virtuoznosti pri stvaranju pjesme, Pigmans je uvijek imao jaku tehničku stranu i njegove pjesme su često sadržavale elemente ozračja, neuobičajene u toj vrsti glazbe toga vremena. Također je bio poznat po svojim ekstremno fantastičnim nastupima uživo.
Pigmansu je otkriven rak mozga 1999. godine. 18. srpnja 2003. u Zaandamu u stadionu Hemkade, nizozemski producenti su organizirali događaj s ciljem prikupljanja sredstava za Pigmansa gdje je nastupala krema nizozemske gabber scene (besplatno - sav prihod je išao za njegovo liječenje u nadi za brzo ozdravljenje) koja mu je odala poštovanje. Umro je 40 dana poslije tog događaja. Dva mjeseca poslije, godišnji događaj Thunderdome je započeo s minutom šutnje na njegovo sjećanje.

## Vanjske poveznice
- Diskografija